# Équipe d'Ukraine de hockey sur gazon
L'équipe d'Ukraine de hockey sur gazon est l'équipe représentative de l'Ukraine dans les compétitions internationales de hockey sur gazon. 

## Palmarès

### Jeux olympiques
L'Ukraine n'a jamais participé au tournoi masculin de hockey sur gazon des Jeux olympiques.

### Coupe du monde
L'Ukraine n'a jamais participé à une phase finale de la Coupe du monde.

### Championnat d'Europe
L'Ukraine n'a jamais participé à une édition du Championnat d'Europe.

### Championnat d'Europe II(ex-Challenge I)
- 2007 : 8e
- 2011 : 5e
- 2013 : 5e
- 2015 : 6e
- 2017 : 5e
- 2019 : 6e
- 2021 : 6e

### Championnat d'Europe III(ex-Challenge II)
- 2005 :  Champion
- 2009 :  Champion

### Ligue mondiale
- 2012-2013 : 21e
- 2014-2015 : 24e
- 2016-2017 : 35e

### Hockey Series
- 2018-2019 : 7e du tournoi final du Touquet